# Bérose
Bérose ou Bérossos (en grec ancien Βεροσσος / Berossos), dit Bérose le Chaldéen, est un prêtre chaldéen, astronome et historien né à Babylone. Prêtre de Bēl, il vécut vers le temps de Ptolémée II Philadelphe. Né pendant ou avant le règne d'Alexandre le Grand (336 à 323 av. J.-C.), la date possible la plus éloignée est 340 av. J.-C.

## Biographie
Bérose est connu par son nom hellénisé, Berossos, qui dérive d'un nom babylonien ou araméen. Deux hypothèses ont été proposées : Berossos pourrait dériver du nom araméen bar Hosha signifiant, « fils de Hosha », attesté par ailleurs dans les tablettes cunéiformes (pour des personnes que l'on ne peut pas identifier avec ce Bérose), ou pourrait dériver du babylonien 𒁹𒀭𒂗𒉺𒇻𒋙𒉡 Bēl re'ûšunu, littéralement « Bēl (est) son berger ». Les textes grecs le présentent comme un prêtre de Bēl originaire de Babylone. 
D'après Vitruve dans De Architectura, Bérose partit finalement pour l'île de Cos, au large de l'Asie mineure, et y établit une école d'astrologie sous le patronage du roi d'Égypte. On ignore la date de sa mort. Strabon, dans sa Géographie, écrit qu'à Babylone, il existe un établissement pour des philosophes locaux, que l'on appelle "Les Chaldéens" ; ils ne s'intéressent pas principalement à l'astronomie, mais certains, à qui par ailleurs les autres philosophes accordent peu de crédit, professent l'art d'écrire l'horoscope.

## Bérose astrologue: la Grande Année
Quelques fragments astrologiques réunis par Pline l'Ancien, Censorin, Flavius Josèphe et Vitruve lui sont également attribués.
Bérose est célèbre pour avoir exposé la théorie — reprise par les stoïciens — de l'Éternel Retour et de la Grande Année — laquelle existait déjà partiellement au temps d'Héraclite. Les astronomes babyloniens avaient découvert que les révolutions synodiques des planètes, les révolutions annuelles du Soleil et de la Lune sont des sous-multiples d'une même période commune, la Grande Année, au terme de laquelle le Soleil, la Lune et les planètes reprennent leur position initiale par rapport aux étoiles fixes. Ils en conclurent que la vie de l'univers est périodique, qu'elle repasse éternellement par les mêmes phases, suivant un rythme perpétuel. C'est l'idée du Retour éternel. Le cycle de base est d'environ 3 600 ans, soit 200 fois la durée du saros qui dure environ 18 ans ; c'est le cycle des éclipses qui se reproduit après 223 lunaisons (mois lunaire synodique moyen de 29,53059 jours), donc en 6 585,321 1 jours, ou en 18 ans et 10 ou 11 jours (selon le nombre, 4 ou 5, d'années bissextiles) et un peu moins de 8 heures. Pour Bérose, la Grande Année s'étend sur 432 000 ans, soit 120 cycles de 3 600 ans. Et la Grande Année subit deux cataclysmes. Le premier est un cataclysme de feu (une Conflagration), au solstice d'été de l'univers, lors de la conjonction des planètes en Cancer ; le second est un cataclysme d'eau, un Déluge donc, qui se produit au solstice d'hiver de l'univers, lors de la conjonction des planètes en Capricorne.

« Bérose, traducteur de Bélus (l'interprète du dieu Bêl, le prêtre de Mardouk), attribue ces révolutions aux astres, et d'une manière si affirmative, qu'il fixe l'époque de la conflagration et du déluge. « Le globe, dit-il, prendra feu quand tous les astres, qui ont maintenant des cours si divers, se réuniront sous le Cancer, et se placeront de telle sorte les uns sous les autres, qu'une ligne droite pourrait traverser tous leurs centres. Le déluge aura lieu quand toutes ces constellations seront rassemblées de même sous le Capricorne. Le premier de ces signes régit le solstice d'hiver ; l'autre, le solstice d'été. Leur influence à tous deux est grande, puisqu'ils déterminent les deux principaux changements de l'année. J'admets aussi cette double cause; car il en est plus d'une à un tel événement ; mais je crois devoir y ajouter celle que les stoïciens font intervenir dans la conflagration du monde. Que l'univers soit une âme, ou un corps gouverné par la nature, comme les arbres et les plantes, tout ce qu'il doit opérer ou subir, de son premier à son dernier jour, entre dans sa constitution, comme en un germe est enfermé tout le futur développement de l'homme »

— Sénèque, Questions naturelles (III, 29)
Une partie du texte latin Commentariorum in Aratum Reliquiae, intitulée Procreatio, lui est attribuée par ailleurs, bien qu'aucune preuve ne permette de l'établir. Aratos de Soles était un astronome du IIIe siècle av. J.-C.
Bérose se distingua aussi dans l'astronomie et fit connaître une nouvelle espèce de cadran solaire, de forme cylindrique. Il quitta sa patrie pour visiter la Grèce et se fit tellement admirer des Athéniens, qu'ils lui élevèrent une statue attestant de sa renommée et de son érudition en tant qu'historien et astronome-astrologue. Quelques savants font de l'astronome et de l'historien deux personnages différents.

## Bérose historien de Babylone
Bérose publia une Babylōniaká (« Histoire de Babylone »), appelée également Chaldaïká (« Histoire de la Chaldée ») à une date comprise entre 290 et 279 av. J.-C., pour le compte du roi séleucide Antiochos Ier et dans laquelle il remontait jusqu'à la naissance du monde et parlait d'un déluge universel. Selon Bérose, les dynasties antérieures au Déluge ont régné entre 10 800 et 72 000 ans, et les premiers rois n'ont pas duré plus de 12 000 ans.

## Pseudo-Bérose
Annius de Viterbe avait en 1498 publié une histoire en cinq livres sous le pseudonyme de Bérose ; on ne tarda point à reconnaître la supercherie.

## Œuvre
- Bérose, Babyloniaca (vers 280 av. J.-C.), trad. an. (du grec) S. M. Burstein, Undena Publications, Malibu (Californie), 1978, 39 p.